# Санта-Крістіна-де-Вальмадрігаль
Санта-Крістіна-де-Вальмадрігаль (ісп. Santa Cristina de Valmadrigal) — муніципалітет в Іспанії, у складі автономної спільноти Кастилія-і-Леон, у провінції Леон. Населення — 309 осіб (2010).
Муніципалітет розташований на відстані близько 250 км на північний захід від Мадрида, 36 км на південний схід від Леона.
На території муніципалітету розташовані такі населені пункти: (дані про населення за 2010 рік)
- Матальяна-де-Вальмадрігаль: 172 особи
- Санта-Крістіна-де-Вальмадрігаль: 137 осіб

## Демографія
Динаміка населення (INE ):